# Joe Dombrowski
Joe Dombrowski, właśc. Joseph Dombrowski (ur. 12 maja 1991 w Marshall) – amerykański kolarz szosowy polskiego pochodzenia.
Jego dziadek był Polakiem, który wyemigrował do Stanów Zjednoczonych.

## Osiągnięcia
Opracowano na podstawie:

2011
- 3. miejsce w Ronde de l’Isard(inne języki)
- 2. miejsce w Giro Ciclistico della Valle d’Aosta Mont Blanc
  - 1. miejsce na 5. etapie

2012
- 3. miejsce w Tour of the Gila
  - 1. miejsce w klasyfikacji młodzieżowej
- 1. miejsce w Giro Ciclistico d’Italia
  - 1. miejsce w klasyfikacji młodzieżowej
  - 1. miejsce na 4. i 8. etapie
- 1. miejsce w klasyfikacji młodzieżowej Tour of Utah
- 1. miejsce w klasyfikacji młodzieżowej USA Pro Cycling Challenge

2013
- 1. miejsce na etapie 1b Giro del Trentino (jazda drużynowa na czas)

2015
- 2. miejsce w mistrzostwach Stanów Zjednoczonych (start wspólny)
- 1. miejsce w Tour of Utah
  - 1. miejsce na 6. etapie

2019
- 12. miejsce w Giro d’Italia
- 3. miejsce w Tour of Utah
  - 1. miejsce na 6. etapie

2021
- 1. miejsce na 4. etapie Giro d’Italia

## Rankingi
| Rok              | 2011 | 2012 | 2013 | 2014 | 2015 | 2016 | 2017  | 2018 | 2019 | 2020  | 2021 | 2022  | 2023  |
| ---------------- | ---- | ---- | ---- | ---- | ---- | ---- | ----- | ---- | ---- | ----- | ---- | ----- | ----- |
| UCI World Tour   |      |      | -    | -    | -    | 194. | 345.  | 404. |      |       |      |       |       |
| World Ranking    |      |      |      |      |      | 553. | 1679. | 499. | 242. | 1076. | 356. | 1569. | 1469. |
| UCI Europe Tour  | 236. | 238. |      |      |      | -    | -     | -    |      |       |      |       |       |
| UCI America Tour | -    | 17.  |      |      |      | 104. | -     | 10.  | 21.  | 88.   | 31.  | 230.  | -     |
|                  |      |      |      |      |      |      |       |      |      |       |      |       |       |
| Źródło: UCI      |      |      |      |      |      |      |       |      |      |       |      |       |       |